# Xanthin
Xanthin er et organisk stof som forekommer blandt andet i lever, blod og visse blæresten. Det er en fysiologisk vigtig kvælstofforbindelse nærmere bestemt en purinbase, som i organismen dannes af puriner for eksempel adenin. Med andre ord er xanthin et intermediat i nedbrydningen af puriner til nitrogenholdige ekskretionsprodukter. Xanthin opstår også ved spontan hydrolytisk deaminering af guanin i DNA, hvilket repareres ved base excision repair.
Xanthin er sammen med uracil, sukkerstoffer og fosfater fundet i en meteor som faldt ned i Østrig i 1969. De er de grundlæggende komponenter, der skal bruges til at danne dna. Dette har givet anledning til omstridte teorier om at meteorer kan have bragt de organiske molekyler som blev brugt i de første livsformer, til Jorden ..